# Philippe Lamon
Philippe Lamon, né à Sion le 15 décembre 1978, est un écrivain suisse.

## Biographie
Philippe Lamon a grandi en Valais avant d'étudier les sciences politiques à l'Université de Lausanne. Il vit à Prilly dans le Canton de Vaud.
Paru en 2013, son premier roman, Comment j'ai vengé ma ville, s'inspire de manière burlesque des mésaventures de la ville du Locle au classement des villes suisses les plus attractives.
Son deuxième roman, Baba au rhum, paraît en 2016. Il raconte les déboires d'une chanteuse française has been vivant à Verbier,,. Ce roman lui vaut le Prix de la Société des écrivains valaisans (SEV),. Cette même année, il est également lauréat de la Bourse de soutien à la création littéraire du Canton du Valais.
En 2019 paraît Le Casting, roman satirique plongeant dans le monde des jeunes parents,,. Le livre est publié en feuilleton dans le journal La Gruyère de juillet 2021 à mai 2022.
En 2025 paraît Le Match du siècle qui suit le destin chaotique d'un champion de tennis,.

## Distinctions
- 2017 : Prix de la Société des écrivains valaisans
- 2016 : Bourse de soutien à la création littéraire du Canton du Valais
- 2016 : Prix littéraire concours Vigousse et Semaine du goût
- 2008 : Prix littéraire magazine Femina
- 1997 : Prix des jeunes de l'Association valaisanne des écrivains